# The Civil Wars (álbum)
The Civil Wars é o segundo álbum de estúdio e homónimo da banda norte-americano The Civil Wars, lançado a 10 de Setembro de 2013 através da Capitol Nashville. Conta com a participação dos artistas Miranda Lambert e Eric Church. A sua promoção foi antecedida pelo primeiro single, "Little Bit of Everything", editado a 14 de Maio de 2013. O disco estreou na primeira posição da Billboard 200 dos Estados Unidos com 98 mil cópias vendidas.

## Desempenho nas tabelas musicais

### Posições
| Tabela musical (2013)                  | Melhor posição |
| -------------------------------------- | -------------- |
| Canadá - Canadian Albums               | 1              |
| Estados Unidos - Billboard 200         | 1              |
| Estados Unidos - Billboard Rock Albums | 1              |
| Reino Unido - UK Albums Chart          | 2              |